# L'Homme pressé
 L'Homme Pressé  — це перший сингл гурту «Noir Désir», з альбому 666.667 Club, який був випущений у 1997 році лейблом Barclay.

## Композиції
1. Back To You (4:02)
  - продюсування, запис, мікс — Frédéric Vidalenc, Giorgio Canali
2. Là-Bas (2:34)
  - інженер — Karim Benzerzour 
  - продюсери — Noir Désir , Ted Niceley 
  - запис, мікс — Andy Baker
3. Twilight Zone (6:07)
  - інженер — Pascal Colomb 
  - інженери — Shon Hartman , Yann Arnaud 
  - продюсування, запис, мікс — Bob Coke 
  - саксофон — Akosh Szelevényi
4. L'Homme Pressé (3:44)
  - продюсери — Noir Désir , Ted Niceley 
  - запис, мікс — Andy Baker

## Виноски
1. ↑  Discographie Noir Désir (Французькою) . Архів оригіналу за 6 липня 2013. Процитовано 12 травня 2009.